# Une fille dans chaque port (film, 1952)
Pour les articles homonymes, voir Une fille dans chaque port.
Pour plus de détails, voir Fiche technique et Distribution.
Une fille dans chaque port (titre original : A Girl in Every Port) est un film américain réalisé par Chester Erskine, sorti en 1952, avec Groucho Marx et William Bendix dans les rôles principaux.

## Synopsis
Deux marins achètent un cheval de course qui s'avère être un tocard. Ils prennent une permission pour résoudre le problème mais le cheval a un jumeau qui lui est un champion. Ils décident d'établir un plan pour prendre leur revanche.

## Fiche technique
- Titre français : Une fille dans chaque port
- Titre original : A Girl in Evrey Port
- Réalisation : Chester Erskine
- Scénario : Frederick Hazlitt Brennan et Chester Erskine
- Photographie : Nicholas Musuraca
- Montage : Ralph Dawson
- Musique : Roy Webb
- Direction artistique : Albert S. D'Agostino et Walter E. Keller
- Décors : Darrell Silvera et Harley Miller
- Production : Irwin Allen et Irving Cummings Jr.
- Société de production : RKO Pictures
- Pays d'origine :  États-Unis
- Langue originale : anglais
- Format : Noir et blanc - 35 mm — 1,37:1 - Mono (RCA Sound System)
- Genre : Comédie
- Durée : 86 minutes
- Date de sortie :
  - États-Unis : 13 février 1952

## Distribution
- Groucho Marx : Benjamin Franklin "Benny" Linn
- William Bendix : Timothy Aloysius "Tim" Dunnovan
- Marie Wilson : Jane Sweet
- Don DeFore : Bert Sedgwick
- Gene Lockhart : Garvey
- Dee Hartford : Millicent Temple
- Hanley Stafford : Amiral Temple
- George E. Stone : Skeezer